# بنو مخزوم

 بنو مخزوم إحدى عشائر قريش الثرية من قبيلة كنانة ينتسبون إلى مخزوم بن يقظة بن مرة بن كعب بن لؤي بن غالب بن فهر بن مالك بن النضر بن كنانة بن خزيمة بن مدركة بن إلياس بن مضر بن نزار بن معد بن عدنان.
يُنظر إليهم على أنهم من بين القبائل الثلاث الأقوى والأكثر نفوذًا في مكة قبل ظهور الإسلام، والاثنان الآخران هما بني هاشم (قبيلة النبي محمد) وبني أمية. لا تزال هذه القبائل والعوائل في المملكة العربية السعودية.

## النَسب
- هم : بنو مخزوم بن يقظة بن مرة بن كعب بن لؤي بن غالب بن فهر بن مالك بن النضر بن كنانة بن خزيمة بن مدركة بن إلياس بن مضر بن نزار بن معد بن عدنان.
- أمه هي كلبة بنت عامر بن لؤي بن غالب بن فهر بن مالك القرشية الكنانية.[4][5]

## زوجاته وأولاده
تزوج مخزوم بن يقظة بن مرة من امرأتين وكان له أربعة أولاد ذكور وهم:
- غنى بنت سيار بن نزار بن معيص بن عامر بن لؤي بن غالب بن فهر القرشية وولدت له: عُمَر بن مخزوم، وعامر بن مخزوم.
- سعدى بنت وهب بن تيم بن غالب بن فهر القرشية وولدت له: عُمَران بن مخزوم، وعميرة بن مخزوم.

## التاريخ

### عصر ما قبل الإسلام
كانت بنو مخزوم عشيرة رئيسية من أكبر تجمع قبلي قريش الذي سيطر على مكة. رغم أنه في التقليد العربي للأنساب، هناك حوالي عشرين فرعًا تنحدر من السلف عمر بن مخزوم، ظهرت سلالة المغيرة بن عبد الله بن عمر بن مخزوم كعائلة رئيسية لبني مخزوم. وفقًا للمؤرخ مارتن هيندز:
| بنو مخزوم | لا يمكن إثبات مدى قوة وتأثير مخزوم في مكة خلال القرن السادس الميلادي على وجه اليقين | بنو مخزوم |

واستنادًا إلى المصادر العربية التقليدية، فقد شكلوا حلفًا من الأحلاف («الحلفاء») من قريش إلى جانب عشائر عبد الدار وبني سحم وبني جمعة وبني عدي، في تنافس مع عشائر بني هاشم و. بني عبد شمس. قرب نهاية القرن السادس، نما سليل المخزوم، هشام بن المغيرة إلى مكانة بارزة في مكة حتى أن قريش أنشأ نظامًا للتأريخ بدأ بوفاته. أصبحت عائلته، بنو هشام، فيما بعد، المنزل الرئيسي لسلالة المغيرة في مخزوم. في ذلك الوقت، سيطر هشام وإخوته الوليد وهاشم وأبو أمية وعدد من أبنائهم على التجارة المكية مع اليمن وإثيوبيا.

### العصر الإسلامي المبكر

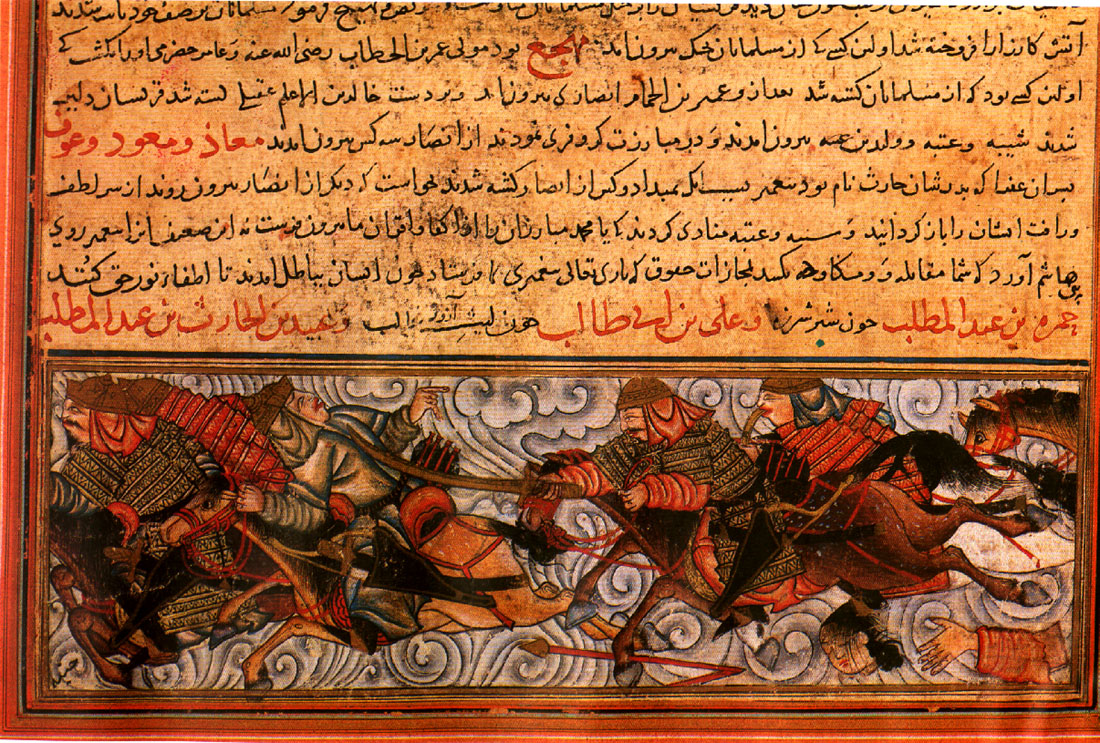
غزوة بدر

كان بنو مخزوم من أبرز المعارضين للنبي الإسلامي محمد في مكة في أوائل القرن السابع. قاد أحد زعماء القبائل، أبو جهل، المعارضة المكية للمسلمين ونظم مقاطعة عشيرة محمد، بني هاشم، في حوالي 616-618.
اكتسب المسلمون ميزة في معركة بدر، وألحقوا خسائر فادحة في بني مخزوم، حيث قتل سبعة أو ثمانية من النبلاء من سلالة المغيرة وعدد مماثل تقريبًا من سلالات المتدربين الأخرى من العشيرة. أدت الخسائر التي تكبدها المخزوم إلى إضعاف كبير لموقفهم في مكة وتم تمريرهم في الصدارة من قبل بنو عبد شمس تحت قيادة أبو سفيان. قاتل ما لا يقل عن ثلاثة أعضاء من المخزن، وجميعهم من الفروع العسكرية، إلى جانب محمد في بدر، وبحلول الوقت الذي بدأ فيه فتحه لمكة في يناير 630، انشق إليه عدة آخرون، بما في ذلك أحد قادتهم العسكريين البارزين، خالد بن الوليد حفيد المغيرة. ومع ذلك، كان عكرمة ابن أبي جهل والزعيم الرئيسي للعشيرة من أكثر المعارضين المتحمسين للتفاوض مع محمد.

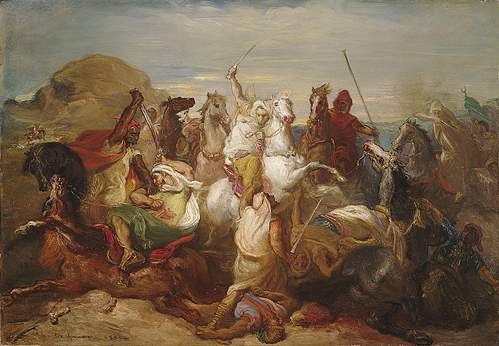
إنتصارالمسلمين على الروم في معركة اليرموك

شارك خالد في فتح المدينة وهرب عكرمة بعد ذلك إلى اليمن. القادة الذين بقوا، أي الحارث بن هشام من سلالة المغيرة وسعيد بن يربو من الفروع العسكرية، تصالحوا مع محمد وبني مخزوم يشكلون جزءًا من الطريقة الإسلامية الوليدة.
توفي محمد عام 632 وتم العفو عن عكرمة في هذه الأثناء ولعبت دورًا فاعلًا مع خالد في قمع القبائل العربية التي انشقّت عن الدولة الإسلامية بعد وفاة محمد في حروب الردة (632-633). مات عكرمة لاحقًا في قتال القوات البيزنطية، ربما في معركة أجنادين، بينما خدم أعضاء آخرون من المخزوم والمهاجر بن أبي أمية وعبد الله بن أبي ربيعة بن المغيرة لفترات مختلفة كحكام لجزء من اليمن أو كله. تحت حكم الخلفاء أبو بكر (حكم 632-634) وعمر (حكم من 634 إلى 644). الدور الأبرز لعضو المخزوم خلال هذه الفترة لعبه خالد الذي سجل انتصارات رئيسية ضد مسيلمة في اليمامة أثناء حروب الردة وضد البيزنطيين أثناء الفتح الإسلامي لسوريا (634-638). تم تعيين ابنه عبد الرحمن والي حمص والجزيرة وحارب بسمعة طيبة ضد البيزنطيين. 40 أو نحو ذلك من نسل خالد ماتوا في طاعون في سوريا قرب نهاية الحكم الأموي.

## مشاهير بني مخزوم
- الأرقم بن أبي الأرقم اول دار دعى فيه النبي
- أم سلمة هند بنت أبي أمية بن المغيرة المخزومية.
- عمر بن أبي سلمة أمه أم سلمة.
- فاطمة بنت عمرو جدة نبي الإسلام محمد لأبيه.
- سعيد بن يربوع صحابي من المؤلفة قلوبهم.
- الوليد بن المغيرة بن عبد الله بن عمر بن مخزوم، وأولاده:
- عمارة بن الوليد
  - الصحابي الوليد بن الوليد بن المغيرة.
  - هشام بن الوليد
  - خالد بن الوليد بن المغيرة الملقب بسيف الله المسلول، وابنه:
    - عبد الرحمن بن خالد بن الوليد.
- عمرو بن هشام المخزومي (أبو جهل)، وابنه:
  - عكرمة بن أبي جهل.
- الحارث بن هشام بن المغيرة، وأولاده:
  - مالك بن الحارث.
  - أم حكيم بنت الحارث.
  - عبد الرحمن بن الحارث بن هشام، وابنه:
    - أبو بكر بن عبد الرحمن.
- سعيد بن المسيب.
- عاتكة بنت عبد الملك بن الحرث المخزومي.
- الشاعر عمر بن أبي ربيعة.
- الشاعر ابن زيدون أحمد بن عبد الله بن أحمد بن أحمد بن غالب بن زيد المخزومي.
- أم سلمة المخزومية زوجة الخليفة أبو العباس السفاح.

## وصلات خارجية
- قائمة قبائل العرب